# Segon imamat ibadita de Tripolitana
El segon imamat ibadita de Tripolitana fou un estat ibadita que va existir a la Tripolitana i Ifríqiya del 757 al 772.
Un àrab del sud de nom Abu l-Khattab Abd al-Ala ibn al Samh al-Maafiri al-Himiary fou enviat vers 755 a Tripolitana per la direcció central ibadita de Bàssora, com a imam designat amb orde de restablir l'imamat que s'havia perdut el 750. Vegeu primer imamat ibadita de Tripolitana.
Va tenir èxit entre les tribus i el 757 els notables de la regió reunits en assemblea a Sayyad, al costat de Trípoli, van reconèixer al Abu-l-Khattab com imam; amb el suport dels hawwara, els nafusa i altres va conquerir tota la Tripolitana incloent la ciutat de Trípoli que va esdevenir la capital. L'estiu del 758 van ocupar Kairuan que estava aleshores en mans dels amazics warfadjdjuma que eren sufrites; així l'estat ibadita abraçava tota Tripolitana, Tunísia i l'est d'Algèria incloent el país dels kutama al nord de la regió de Constantina. La seva influència es va estendre fins als sufrites de Sigilmasa.
Muhàmmad ibn al-Àixath al-Khuzaí, governador abbàssida d'Egipte, va enviar a Ifríqiya un exèrcit considerable dirigit pel general al-Awwam ibn Abd-al-Aziz al-Bajalí (abril del 759) però els ibadites el van derrotar només entrar en el seu territori, a Surt, a l'est de Tripolitana. El 760 es va enviar un segon exèrcit, sota comandament d'Abu-l-Ahwàs Úmar ibn al-Àhwas al-Ijlí, que també fou derrotat a Maghmadas (clàssica Macomades Sirtis, moderna Marsa Zafran). Mentre el governador egipci Muhàmmad ibn al-Àixath havia rebut l'orde del califa d'anar personalment a la zona rebel, combatre els amazics, i agafar el govern d'Ifríqiya. El governador va obeir i va sortir el 761 amb un exèrcit. Abu l-Khattab va sortir al seu encontre amb la seva gent; el governador va fingir que retornava cap a Orient i l'imam va dispersar les seves forces, i llavors el governador va retornar; l'imam va cridar a les tribus més properes pel combat, ja que no donava temps a cridar a les més allunyades. Els dos exèrcits es van enfrontar a Tawurgha (Taurgha), prop de la costa a pocs dies de marxa a l'est de Trípoli; Muhàmmad ibn al-Àixath va obtenir la victòria (mai/juny del 761) i l'imam va morir junt amb uns dotze mil homes. L'agost del 761 el governador entrava a Kairuan, d'on havia fugit el governador ibadita Abd-ar-Rahman ibn Rústam, i on va governar fins al 765. Les restes dels ibadites es van retirar cap a l'interior de Tripolitana i al Magreb central.
A Tripolitana es va nomenar nou imam al cap hawwarita Abu-Hàtim al-Malzuzí. Abd-ar-Rahman ibn Rústam unit a altres caps ibadites va refundar una antiga vila anomenada Tahert o Tahart; aviat se li van unir faccions amazigues ibadites com els lamaya, els lawata, els nafzawa.
Un àrab del sud de nom Abu l-Khattab Abd al-Ala ibn al Samh al-Maafiri al-Himiary fou després enviat a Tripolitana com a imam designat amb orde de restablir l'imamat; va tenir èxit entre les tribus i el 757 els notables de la regió reunits en assemblea a Sayyad, al costat de Trípoli, van reconèixer al Abu l-Khattab com imam; amb el suport dels hawwara, els nafusa i altres va conquerir tota la Tripolitana incloent la ciutat de Trípoli que va esdevenir la capital. L'estiu del 758 van ocupar Kairuan que estava aleshores en mans dels amazics warfadjdjuma que eren sufrites; així l'estat ibadita abraçava tota Tripolitana, Tunísia i l'est d'Algeria incloent el país dels kutama al nord de la regió de Constantina. La seva influència es va estendre fins als sufrites de Sigilmasa.
Entre els que havien fugit al Magreb central hi havia un dels que havia anat a estudiar a Bàssora i que el 760 havia estat nomenat per l'imam governador de Kairuan: Abd al-Rahman ibn Rustam (o Rustum). Se li van unir altres caps ibadites i van refundar una antiga vila anomenada Tahert o Tahart; aviat se li van unir faccions amazigues ibadites com els lamaya, els lawata, els nafzawa. L'imam Abu Hatim al-Malzuzi de Tripolitana l'hauria reconegut com a cap superior.
El 768 els amazics ibadites, amb el suport dels amazics sufrites, van iniciar una revolta general contra el governador abbàssida de l'Ifríqiya, Úmar ibn Hafs conegut com a Hazarmard. Abu-Hàtim al-Malzuzí es va posar al front de la rebel·lió (vers 771) amb el títol d'imam al-difa (imam de la defensa). La lluita fou important i és relativament prou coneguda per les fonts àrabs. Va participar amb la seva gent al setge de Tubna al Zab mentre que altres forces de la Tripolitana romanien al setge de Kairuan que fou conquerida el 155 de l'hègira (771/772).
Poc després un exèrcit abbàssida enviat des d'Egipte va aparèixer a la frontera oriental de Tripolitana. Abu Hatim ja era a Trípoli i va sortir d'aquesta ciutat i va derrotar l'exèrcit abbàssida a un lloc que segons els historiadors ibadites fou prop de Maghmadas (la clàssica Macomades Syrtis, moderna Marsa Zafran) indicació que podria ser errònia i correspondre a la batalla anterior del 760. Un segon exèrcit abbàssida més potent fou despatxat des del Caire el 772, sota la direcció de Yazid ibn Hàtim al-Azdí. Abu Hatim va cridar a les tribus ibadites de Tripolitana per fer-hi front: els nafusa, els hawwara, els darisa i altres, i va atacar als invasors lliurant una batalla decisiva el 7 de març del 772 a l'oest de la localitat de Djanbi o Djanduba en la qual els ibadites foren derrotats i dispersats. L'imam va morir junt amb milers dels seus, potser fins a trenta mil.
Dominada Tripolitana els ibadites van emigrar a l'oest del territori i a Tunísia. D'aquesta emigració va resultar la dels kharigites d'Ifríqiya cap a al país dels kutama el 773, que esmenta Ibn Khaldun. Els emigrants es van unir al darrer cap ibadita, Abd al-Raman bn Rustam que dominava Tahert. En una data incerta entre el 776 i 778 fou escollit imam i els caps ibadites de Tripolitana el van reconèixer i es van considerar simplement els seus governadors.